# Pallavolo ai X Giochi sudamericani
I tornei di pallavolo ai X Giochi sudamericani si sono disputati durante la X edizione dei Giochi sudamericani, che si è svolta a Santiago del Cile nel 2014.

## Podi
| Evento                      | Oro       | Argento | Bronzo  |
| Torneo maschile (dettagli)  | Argentina | Cile    | Ecuador |
| Torneo femminile (dettagli) | Argentina | Cile    | Brasile |